# Robert Barbieri
Robert Julian Barbieri (Toronto, 5 giugno 1984) è un ex rugbista a 15 italo-canadese che rappresentò l'Italia in ambito internazionale; giocava nel ruolo di terza linea ala.

## Biografia
Nato a Toronto e cresciuto a Woodbridge, in Canada, da una famiglia d'origine italiana, Barbieri mosse i primi passi rugbistici nel Yeomen, squadra dell'Ontario.
Professionista in Italia dal 2003, disputò 4 stagioni nel Parma; nel 2007 passò al Benetton di Treviso, cui si laureò campione d'Italia nel 2009.
Fratello minore di Mike Barbieri, a differenza di quest'ultimo Robert scelse di giocare per la nazionale italiana.
Entrambi esordirono in ambito internazionale nello stesso periodo, Mike in quella canadese il 10 giugno 2006 contro gli England Saxons, Robert in quella italiana il giorno dopo a Tokyo contro il Giappone.
Selezionato per la Coppa del Mondo di rugby 2007 in Francia dall'allora C.T. della Nazionale italiana Pierre Berbizier, non fu tuttavia mai utilizzato nel corso della competizione dal tecnico francese a causa di un infortunio
Il 21 ottobre 2017 raggiunse le 150 presenze con il Benetton in occasione della partita contro il Tolone
A fine stagione 2018-19 annunciò il suo ritiro dall'attività agonistica.
Nel 2019 è tornato in Canada e svolge il lavoro di personal trainer a Maple.

## Palmarès
- Campionati italiani: 2
Benetton: 2008-09, 2009-10
- Coppe Italia: 2
Parma: 2005-06
Benetton: 2009-10
- Supercoppe d'Italia: 1
Benetton: 2009